# Pave Bonifatius 5.
Bonifatius 5. (død d. 25. oktober 625) var pave fra 23. december 619 til sin død i 625. Han gjorde meget for at kristne England og vedtog et dekret, der gjorde kirken til en nødhavn for kriminelle.
Bonifatius blev født i Napoli. Han efterfulgte pave Deusdedit efter over et år uden pave. Inden han overtog embedet, blev Italien forstyrret af oprør fra eunukken Eleutherius, der var eksarkat i Ravenna. Han avancerede mod Rom, men inden han nåede byen, blev han dræbt af sine egne tropper.
Liber Pontificalis beskriver, at Bonifatius forbedrede rettigheder for fristeder, og at han beordrede notarer at underlægge sig imperiets love i forbindelse med testamenter. Han ordinerede også, at akolutter ikke måtte flytte martyrers relikvier, og at de ikke måtte tage diakoners plads i Basilica di San Giovanni in Laterano, når det kom til udførsel af dåb. Bonifatius fik etableret og indviede Sankt Nicomedes kirkegård på Via Nomentana. I Liber Pontificalis beskrives han som "den mildeste af mænd" og som elsket af sine gejstlige.
Beda skriver om pavens affektion for den engelske kirke. I "letters of exhortation", som han siges og have skrevet til Mellitus, ærkebiskop af Canterbury og til Justus biskop af Rochester, findes ikke længere, men visse andre breve er bevaret. Et er skrevet til Justus, efter han efterfulgte Mellitus som ærkebiskop af Canterbury i 624, der overdrager ham et pallium og råder ham til at "ordinere biskopper, som lejligheden byder". Ifølge Beda sendte Bonifatius også breve til kong Edwin af Northumbria i 625 og opfordrede ham til at tage den kristne tro til sig, og til den kristne prinsesse Ethelburga af Kent Edwins hustru med formaninger om. at hun skulle bruge sine bedste evner til at omvende sin mand.
Det var under Bonifatius' tid som pave, at Martin Luther, fejlagtigt, troede, at Muhammed begyndte at prædike budskabet om Islam.
Han blev begravet i Peterskirken den 25. oktober 625.